# La Bouffonne
La Bouffonne, dessinée par l'un des plus célèbres architectes navals français, André Mauric, est construite entre 1958 et 1959 au Chantier de l'Estérel à Cannes selon les normes et contraintes draconiennes de fabrication des navires de la Marine nationale.
Livré en 1959, Il est le premier Yacht Français privé de plus de 24 mètres construit par le chantier.

## Histoire
Son premier propriétaire, Louis Fontaine, fondateur de l'Enseigne Prisunic et avec son beau-frère Hubert de Givenchy de l’éponyme maison de couture, fait procéder à la modification de cette vedette d'interception des douanes, pour son usage privé.
Il fait appel, pour l'aménagement intérieur au décorateur Marc Du Plantier. Une monographie est éditée en 2010 sur le travail protéiforme et avant-gardiste de cet artiste, très connu dans le milieu de l'art, dans lequel La Bouffonne ne manque pas d'être mise en valeur.
La Bouffonne est restée trente ans entre les mains de son premier propriétaire Louis Fontaine. Pendant cette période, les capitaines du yacht sont successivement : Paul fontaine (capitaine de vaisseau retraité, frère de Louis Fontaine), Roger Artus 
et Jean Bontems.
Depuis 1998 son troisième et dernier propriétaire, François Giraudet, en yachtman passionné et Président pour la France des 27e et 28e éditions de la Coupe de l’America, a su en conserver l'esprit d'origine tout en la dotant au fil du temps des équipements modernes indispensables.
Inscrit dans la plus pure tradition du yachting français, ce bateau classique au luxe discret et au charme indescriptible est aujourd'hui amarré dans le Bassin de Saint-Marc à Venise, l'un des mouillages les plus exceptionnels au monde.

## Caractéristiques
Entièrement réalisée en acajou massif, ainsi qu'en diverses essences de bois fruitiers (merisier et poirier principalement), cette vedette classique de croisière possède de par sa ligne de carène exceptionnelle, des qualités de navigation hors du commun. 

Anticipant avec un demi siècle d'avance les préoccupations actuelles liées au coût des carburants, La Bouffonne avec ses deux moteurs GM 6V71N de 425Hp développe une vitesse appréciable (entre 15 et 20 nœuds) avec une consommation horaire moyenne (environ 100 litres/ heure) de 3 à 4 fois inférieure à celle des navires récents de mêmes dimensions.